# Национальный музей ковбоев и западного наследия
Национальный музей ковбоев и западного наследия (англ. National Cowboy & Western Heritage Museum) — музей в Оклахома-Сити, штат Оклахома, США, с более чем 28 000 произведений искусства и артефактов западных и американских индейцев. В музее также находится самая обширная в мире коллекция фотографий американского родео, колючей проволоки, шорно-седельной продукции и ранних трофеев родео. Коллекции музея сосредоточены на сохранении и интерпретации наследия американского Запада. Музей стал художественной галереей во время ежегодной художественной выставки-продажи Prix de West Invitational, проходящей каждый июнь. Художники Prix de West продают оригинальные произведения искусства в качестве средства для сбора средств для музея. Расширение и реконструкция музея были спроектированы Кёртисом В. Фентрессом, FAIA, RIBA из Fentress Architects.

## История
Музей был основан в 1955 году как «Зал славы и музей ковбоев» по идее, предложенной Честером Рейнольдсом, в честь ковбоя и его эпохи. Позже в том же году название было изменено на «Национальный зал славы и музей ковбоев». В 1960 году название было снова изменено на «Национальный зал ковбойской славы и Центр западного наследия». Американский альянс музеев предоставил музею полную аккредитацию в 2000 году, когда он получил своё нынешнее название.
Чтобы сохранить память об основателе, музей присуждает Мемориальную премию Честера А. Рейнольдса. Эта премия вручается человеку или учреждению, вносящему вклад в сохранение истории и наследия американского Запада.

## Экспонаты
В музее насчитывается более 18 580  м² выставочной площади. Коллекция музея включает более 2000 произведений западного искусства, «Искусство Уильяма С. и Энн Атертон из галереи американского Запада». На 1393  м² выставочной площади представлены пейзажи, портреты, красочные натюрморты и скульптуры художников XIX и XX веков. Более 200 работ Чарльза Мариона Рассела, Фредерика Ремингтона, Альберта Бирштадта, Солона Борглума, Турмонда Рестуэтенхолла, Роберта Лугида, Чарльза Шрейфогеля и других ранних художников составляют коллекцию современного западного искусства, созданную за последние 30 лет. Первым победителем стала картина Кларка Хьюлингса «Гранд-Каньон — Кайбобская тропа», на которой изображена упряжка мулов, едва пересекающая тропу Гранд-Каньона в глубоком зимнем снегу. Коллекция также включает более 700 произведений Эдварда С. Кёртиса и более 350 произведений Джо ДеЙонга.

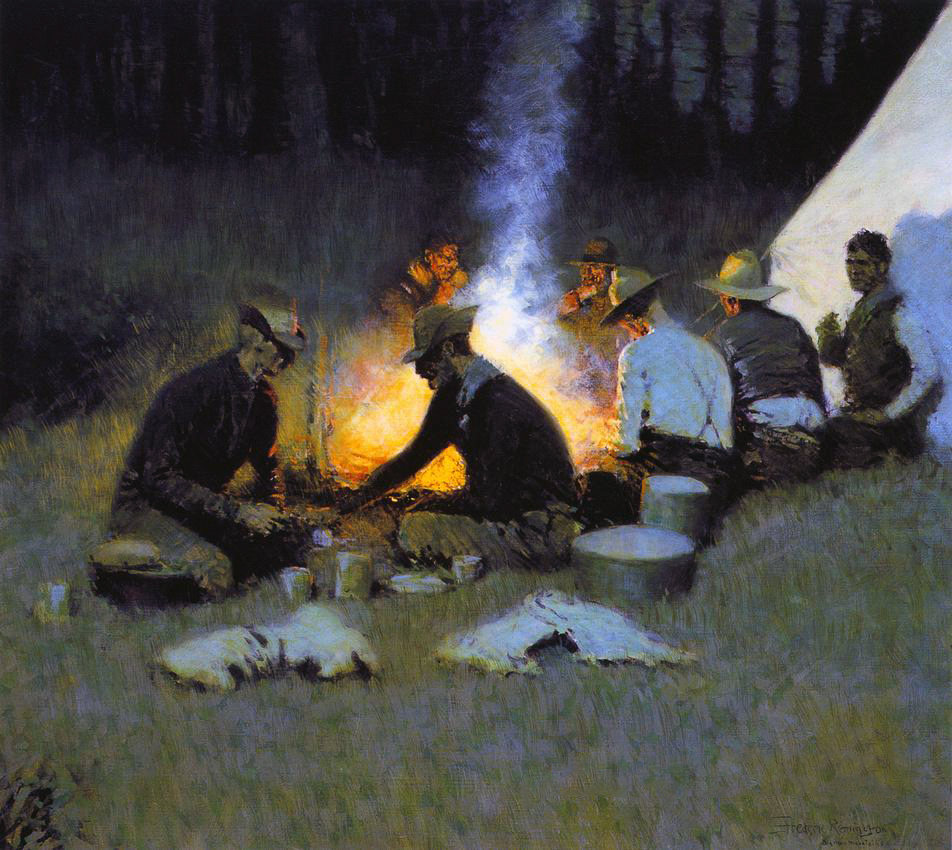
Ужин охотников (фрагмент) Фредерика Ремингтона, около 1909

Исторические галереи включают американскую галерею ковбоев, где можно увидеть жизнь и традиции ковбоев и историю скотоводства; американская родео-галерея, построенная по образцу родео-арены 1950-х годов, даёт возможность взглянуть на родео-спорт Америки; Музей Джо Гранди в галерее Frontier West Gallery демонстрирует некоторые из более чем 4500 артефактов, когда-то принадлежавших западному художнику Джо Гранди; Галерея коренных американцев основана на украшениях, которые западные племена придают своим повседневным предметам, чтобы отразить свои верования и историю; в галерее американского огнестрельного оружия Вайтценхоффера хранится более 100 образцов огнестрельного оружия производства Colt, Remington, Smith & Wesson, Sharps, Winchester, Marlin и Parker Brothers.
В музее также находится перекрёсток Просперити, на площади 1300  м² аналогичный западному прерийному городу рубежа веков. Посетители могут прогуляться по улицам, заглянуть в некоторые из витрин магазинов, послушать старинные пианино и зайти в некоторые из полностью меблированных зданий. Город оживает историческими личностями раз в год во время ежегодного дня открытых дверей музея «Ночь перед Рождеством».
В 1975 году Хелен Кребс подарила музею известную картину российского и американского художника Николая Фешина «Черемисская свадьба». В течение 1975—2011 годов (до её продажи музеем на аукционе Sotheby's) она была представлена в постоянной экспозиции.

## Награды Western Heritage Awards

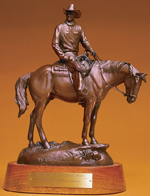
«Вранглер» в бронзе

Ежегодно музей вручает оригинальную бронзовую скульптуру художника Джона Фри «Спорщик», ежегодно во время церемонии вручения награды Western Heritage Awards основным победителям в определённых категориях западной литературы, музыки, кино и телевидения. Среди победителей были Оуэн Уистер, Уильям С. Харт, Том Микс, Хут Гибсон, Кен Мейнард, Тим Маккой, Гарри Кэри, Рой Роджерс, Джин Отри, Текс Риттер, Рекс Аллен, Джон Уэйн, Рэндольф Скотт, Джоэл МакКри, Ричард Уидмарк., Джеймс Стюарт, Бак Тейлор, Ховард Р. Ламар, Бен Джонсон, Пернелл Робертс, Артур Аллан Зайдельман, Скит Ульрих и Том Селлек.
Члены Зала славы родео не награждаются во время вручения наград Western Heritage Awards. Их награждают на другом мероприятии, и победители получают медальоны вместо «Спорщика».
В 1974 году художник Артур Рой Митчелл из Тринидада, штат Колорадо, получил специальную награду «Почётный попечитель», названный «человеком, который больше всего сделал для истории Юго-Запада» своим творчеством.
В 1975 году мерин Steamboat был занесён в Зал ковбойской славы. Наряду с Клейтоном Дэнксом, наездником; Steamboat является моделью торговой марки штата Вайоминг Bucking Horse and Rider.
В 2012 году Гай Портер Джиллетт (1945—2013) и его брат Уильям Пипп Джиллетт (род. 1946), сыновья фотографа Гая Джиллета, получили премию Wrangler за лучшую оригинальную композицию года за песню Уэдди Митчелла «Tradeoff».

## Залы славы родео

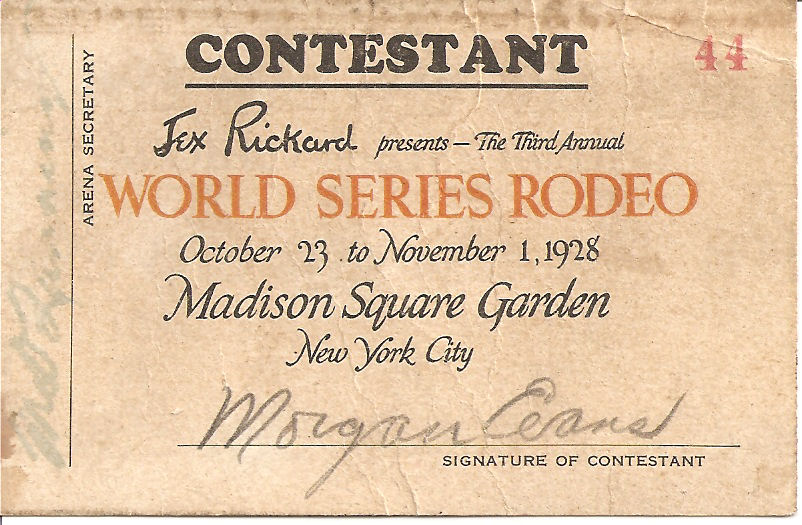
«Ковбой Морган Эванс», 1928

«Историческое общество родео» (RHS) присуждает награды Зала славы, которые определяются путём голосования членов Общества. В музее есть три зала славы, в том числе Зал великих людей Запада. Другие залы включают Зал великих западных исполнителей только для актёров и Зал славы родео.
Члены Зала славы родео:
| Год награды | название           | Примечания                                    |
| ----------- | ------------------ | --------------------------------------------- |
| 1982        | Крис Либберт       | Также в 2006 году внесён в Зал славы ProRodeo |
| 1988        | АО «Док» Соренсен  |                                               |
| 1995        | Дейл Д. Смит       |                                               |
| 2002        | Бонни МакКэрролл   | Награждён посмертно                           |
| 2006        | Дэн Коллинз Тейлор |                                               |
| 2009        | Коттон Россер      |                                               |
| 2009        | Рег Кеслер         | Награждён посмертно                           |
| 2013        | Эрл В. Баском      | Награждён посмертно                           |

## Исследовательский центр Дональда К. и Элизабет М. Дикинсон
Исследовательский центр Дональда К. и Элизабет М. Дикинсон (первоначально известный как Исследовательская библиотека Западной Америки) открыт 26 июня 1965 года. Центр служит библиотекой и архивом музея. Центр представляет собой библиотеку с закрытыми фондами, содержащую книги, фотографии, устные рассказы и рукописи, посвящённые западной поп-культуре, западному искусству, скотоводству, коренным американцам и родео.